# 薩克森的安娜·瑪麗亞
薩克森的安娜·瑪麗亞（德語：Anna Maria von Sachsen，1836年1月4日—1859年2月10日），薩克森國王約翰的第四女。

## 家庭
1856年，安娜·瑪麗亞和托斯卡納大公利奧波多二世的長子費迪南多（日後的費迪南多四世）結婚，兩人的獨女瑪麗亞·安東妮埃塔於1858年出生。